# Redding (Iowa)
Redding é uma cidade localizada no estado americano de Iowa, no Condado de Ringgold.

## Demografia
Segundo o censo americano de 2000, a sua população era de 78 habitantes.
Em 2006, foi estimada uma população de 69, um decréscimo de 9 (-11.5%).

## Geografia
De acordo com o United States Census Bureau tem uma área de
2,6 km², dos quais 2,6 km² cobertos por terra e 0,0 km² cobertos por água.

## Localidades na vizinhança
O diagrama seguinte representa as localidades num raio de 12 km ao redor de Redding.